# 阔叶樟
阔叶樟（学名：Cinnamomum platyphyllum）为樟科樟属的植物，是中国的特有植物。分布于中国大陆的四川等地，生长于海拔1,050米的地区，一般生长在山坡上，目前尚未由人工引种栽培。